# Mistrzostwa Azji w Rugby 7 Mężczyzn 2021
Mistrzostwa Azji w Rugby 7 Mężczyzn 2021 (Asia Rugby Sevens Series 2021) – jedenaste mistrzostwa Azji w rugby 7 mężczyzn, oficjalne międzynarodowe zawody rugby 7 o randze mistrzostw kontynentu organizowane przez Asia Rugby mające na celu wyłonienie najlepszej męskiej reprezentacji narodowej w tej dyscyplinie sportu w Azji. Zostały rozegrane w formie jednego turnieju, rozegranego wraz z zawodami kobiet, w dniach 19–20 listopada 2021 roku. Zawody służyły także jako kwalifikacja do Pucharu Świata 2022.
W turnieju zwyciężyli reprezentanci Hongkongu w finale pokonując Koreę Południową, a oba te zespoły zakwalifikowały się na Puchar Świata 2022. Najwięcej punktów i przyłożeń zdobyli przedstawiciele triumfatorów – odpowiednio Russell Webb i Cado Lee.

## Informacje ogólne
W grudniu 2020 roku ogłoszono ramowy plan mistrzostw kontynentu – podobnie jak w poprzednich sezonach miał składać się z trzech turniejów zaplanowanych do rozegrania w sierpniu i wrześniu w Korei Południowej, Chinach oraz Sri Lance. Na początku sierpnia 2021 roku odwołano południowokoreańskie zawody, zaś pozostałe dwa etapy przeniesiono do Dubaju na drugą połowę listopada, a ostatecznie zorganizowano tylko jeden.
W mistrzostwach wzięło udział osiem reprezentacji, które rywalizowały w pierwszym dniu systemem kołowym podzielone na dwie czterozespołowe grupy, po czym czwórka najlepszych awansowała do półfinałów, a pozostałe zmierzyły się w walce o Plate. W fazie grupowej spotkania toczone były bez ewentualnej dogrywki, za zwycięstwo, remis i porażkę przysługiwały odpowiednio cztery, dwa i jeden punkt, brak punktów natomiast za nieprzystąpienie do meczu. Przy ustalaniu rankingu po fazie grupowej w przypadku tej samej liczby punktów lokaty zespołów były ustalane kolejno na podstawie:
- wyniku meczu pomiędzy zainteresowanymi drużynami;
- lepszego bilansu punktów zdobytych i straconych;
- lepszego bilansu przyłożeń zdobytych i straconych;
- większej liczby zdobytych punktów;
- większej liczby zdobytych przyłożeń;
- rzutu monetą.

W przypadku remisu w fazie pucharowej organizowana była dogrywka składająca się z dwóch pięciominutowych części, z uwzględnieniem reguły nagłej śmierci. Wszystkie mecze, także finałowe, składały się z dwóch siedmiominutowych części.
Zlikwidowano dotychczasowy ogólnokontynentalny turniej na poziomie Trophy, na jego miejsce zaplanowano trzy regionalne zawody. Jako jedyne rozegrano w Katarze przeniesione z Libanu West Asia 7s, kolejne zawody zostały przeniesione z końca listopada na marzec 2022.

## Turnieje

### Dubai Asian Sevens 2021
| Miejsce | Reprezentacja                |
| ------- | ---------------------------- |
| 1       | Hongkong                     |
| 2       | Korea Południowa             |
| 3       | Japonia                      |
| 4       | Chiny                        |
| 5       | Zjednoczone Emiraty Arabskie |
| 6       | Sri Lanka                    |
| 7       | Malezja                      |
| 8       | Filipiny                     |

|  |                  |                  |                  |                   |   |          |          |       |
|  | Półfinały        | Półfinały        | Półfinały        |                   |   | Finał    | Finał    | Finał |
|  | Półfinały        | Półfinały        | Półfinały        |                   |   | Finał    | Finał    | Finał |
|  |                  |                  |                  |                   |   |          |          |       |
|  |                  |                  |                  |                   |   |          |          |       |
|  | Hongkong         | Hongkong         | 24               |                   |   |          |          |       |
|  | Hongkong         | Hongkong         | 24               |                   |   |          |          |       |
|  | Chiny            | Chiny            | 0                |                   |   |          |          |       |
|  | Chiny            | Chiny            | 0                |                   |   | Hongkong | Hongkong | 33    |
|  |                  |                  |                  |                   |   | Hongkong | Hongkong | 33    |
|  |                  |                  | Korea Południowa | Korea Południowa  | 7 |          |          |       |
|  | Korea Południowa | Korea Południowa | Korea Południowa | Korea Południowa  | 7 | 21       |          |       |
|  | Korea Południowa | Korea Południowa |                  |                   |   |          |          |       |
|  | Japonia          | Japonia          | 14               |                   |   |          |          |       |
|  | Japonia          | Japonia          | 14               | Mecz o 3. miejsce |   |          |          |       |
|  |                  |                  |                  |                   |   |          |          |       |
|  |                  |                  |                  |                   |   |          |          |       |
|  |                  |                  |                  |                   |   |          |          |       |
|  | Chiny            | Chiny            | 19               |                   |   |          |          |       |
|  | Chiny            | Chiny            | 19               |                   |   |          |          |       |
|  | Japonia          | Japonia          | 26               |                   |   |          |          |       |
|  | Japonia          | Japonia          | 26               |                   |   |          |          |       |